# Politik i Xinjiang

Xinjiangs läge i Kina.

Den politiska makten i Xinjiang utövas officiellt av den autonoma regionen Xinjiangs folkregering, som leds av den regionala folkkongressen och ordföranden i regionen. Dessutom finns det en regional politiskt rådgivande konferens, som motsvarar Kinesiska folkets politiskt rådgivande konferens och främst har ceremoniella funktioner.
Enligt Folkrepubliken Kinas konstitution från 1982 är Xinjiang en autonom region i vilken den uiguriska folkgruppen åtnjuter långtgående autonomi även om konstitutionen utesluter möjligheten till självständighet. I praktiken utövar den regionala avdelningen av Kinas kommunistiska parti den avgörande makten i Xinjiang och partisekreteraren i regionen har högre rang i partihierarkin än ordföranden. Partiapparaten domineras av hankineser, särskilt på högre nivåer, och partisekreteraren har med ett undantag alltid varit hankines. Sedan december 2021 innehas den posten av Ma Xingrui som också är ledamot i politbyrån i Kinas kommunistiska parti. Centralregeringen i Peking vetorätt över alla viktiga beslut, vilket gör att Xinjiangs autonomi endast är nominell.
Den autonoma regionen Xinjiang befinner sig administrativt på provinsnivå, vilket betyder att ordföranden i Xinjiang är jämställd med guvernörerna i landets övriga provinser. I Folkregeringen har de uiguriska folkgruppen en ledande ställning och ordföranden är i regel uigur. Sedan 2021 innehas posten av Erkin Tuniyaz.
Den politiska situationen i Xinjiang kompliceras också av den halvmilitära Produktions- och konstruktionskåren i Xinjiang, som utövar sina egna administrativa funktioner oberoende av den civila regeringen.

## Ordförande i Xinjiang
1. Säypidin Äzizi 1955-1967
2. Long Shujin 1968-1972
3. Säypidin Äzizi 1972-1978
4. Wang Feng 1978-1979
5. Ismail Amat 1979-1985
6. Tömür Dawamet 1985 – 1993
7. Abdul'ahat Abdulrixit 1993 – 2007
8. Ismail Tiliwaldi 2003 – 2007
9. Nur Bekri 2007 – december 2014
10. Shohrat Zakir 2015 – 2021
11. Erkin Tuniyaz 2021 –

## Partisekreterare i Xinjiang[4]
1. Wang Zhen 1949 – 1952
2. Wang Enmao 1952 – 1967
3. Long Shujin 1970 – 1972
4. Säypidin Äzizi 1972 – 1978
5. Wang Feng 1978 – 1981
6. Wang Enmao 1981 – 1985
7. Song Hanliang 1985 – 1994
8. Wang Lequan 1994 – april 2010
9. Zhang Chunxian april 2010 – augusti 2016
10. Chen Quanguo augusti 2016 – december 2021
11. Ma Xingrui december 2021 -